# Carantani
I Carantani (in latino Quarantani, in sloveno Karantanci) erano un popolo slavo dell'Alto Medioevo (in latino Sclavi qui dicuntur Quarantani, "Slavi che sono detti Carantani"), che viveva nel principato di Carantania, successivamente noto come Carinzia, che occupava le attuali Austria meridionale e parte della Slovenia. Sono considerati gli antenati dei moderni Sloveni, in particolare degli Sloveni della Carniola.
Nel Medioevo, i termini "Carantani" e "Carinziani" erano usati scambievolmente e indicavano sia gli abitanti del Ducato di Carinzia bilingue slavo-germanico, sia gli Slavi meridionali che vivevano entro i confini del Sacro Romano Impero (cioè gli antenati degli attuali Sloveni e Croati dell'Istria).

## Contesto storico
Dopo la dissoluzione del regno di Samo, gli Slavi delle Alpi fondarono il Principato di Carantania nelle Alpi Orientali, che fu indipendente da circa il 660 al 745, quando cadde nella sfera d'influenza bavara e fu poi incorporato nel Regno dei Franchi. La formazione del principato e il periodo di pace che ne seguì rese possibile l'emersione della cosiddetta cultura carantana nell'VIII secolo. Fino all'820 circa, fu governato come un'entità tribale semi-indipendente. Dopo la ribellione anti-franca di Ljudevit Posavski, che fu in parte appoggiato dai Carantani, il principato fu trasformato in una marca franca, e si sviluppò successivamente come il Ducato di Carinzia, all'interno del sistema feudale. Nel X secolo i Carantani furono influenzati significativamente dalla cultura di Bijelo Brdo degli Slavi di Pannonia.
I Carantani furono i primi popoli slavi che accettarono il  cristianesimo dall'Occidente. Furono cristianizzati per lo più da monaci missionari irlandesi mandati dall'arcidiocesi di Salisburgo, tra i quali si ricorda Modesto, noto come l'"Apostolo della Carinzia". Questo processo fu poi descritto nel memorandum noto come  Conversio Bagoariorum et Carantanorum, che si pensa abbia sopravvalutato il ruolo della chiesa di Salisburgo nel processo di cristianizzazione a scapito di sforzi simili da parte del Patriarcato di Aquileia. Alla fine dell'VIII secolo avvennero diverse rivolte dei Carantani contro la cristianizzazione, che furono poi d'ispirazione al poeta sloveno romantico France Prešeren nel suo poema epico-lirico Krst pri Savici ("Il battesimo presso la fonte Savica"). Furono menzionati anche nella Cronaca degli anni passati del XII secolo, che assieme alle altri fonte storiche e alla cultura archeologica indica che erano percepiti come un gruppo etnico slavo ben delineato. Tuttavia, con la perdita della loro indipendenza, alla fine del IX secolo il nome perse il suo significato etnico in favore di quello della comunità territoriale. Parte di loro fu germanizzata e romanizzata, mentre gli altri loro discendenti che conservarono l'identità e il linguaggio slavi sono oggi noti come Sloveni.

## Lingua

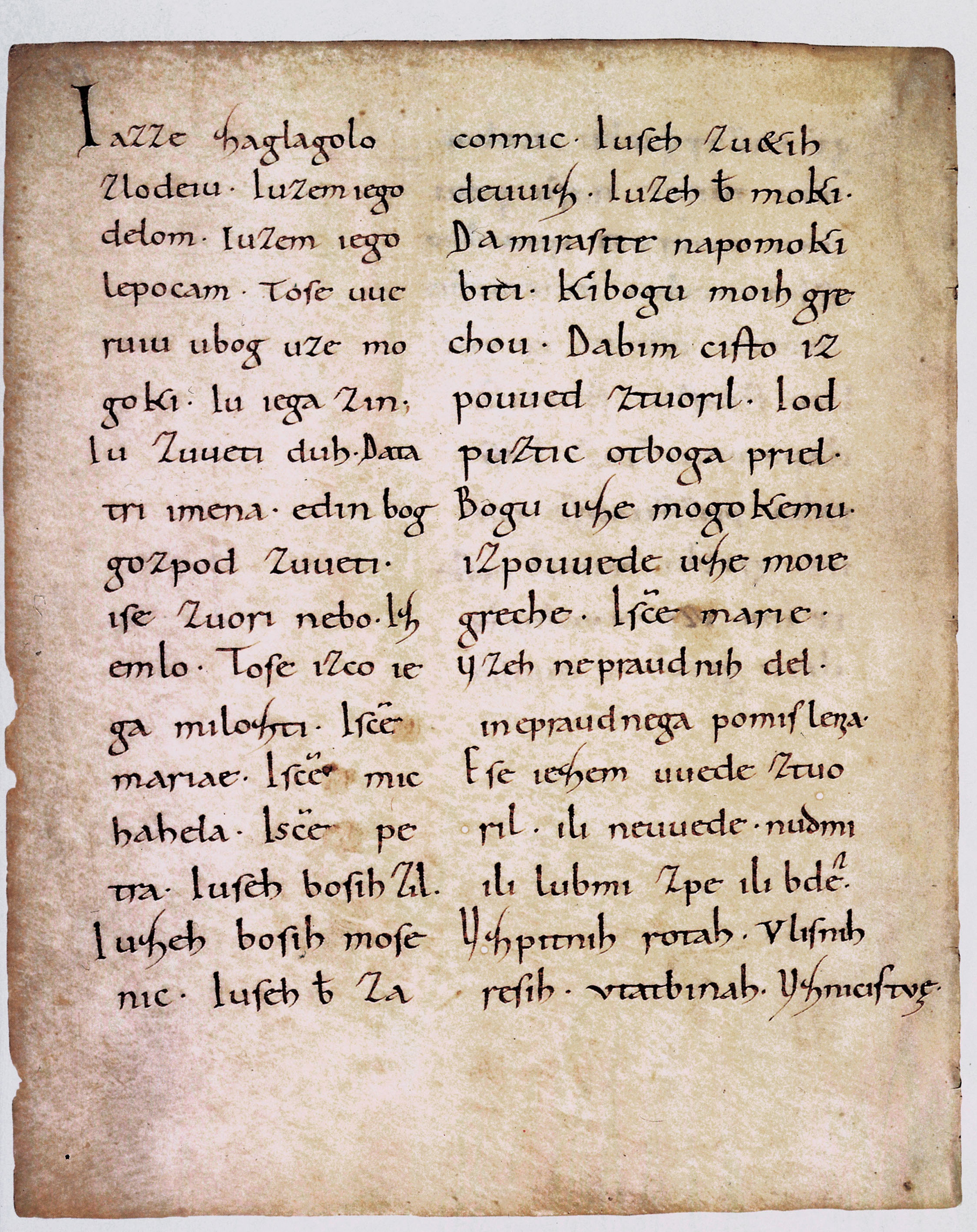
I manoscritti di Frisinga, risalenti all'XI secolo, furono scritti molto probabilmente in Carinzia e compilati nel locale dialetto slavo alpino

Si conosce poco della lingua dei Carantani, ma si può supporre che fosse ancora molto vicina al protoslavo. I linguisti sloveni l'hanno talvolta chiamata provvisoriamente  "Slavo alpino" (alpska slovanščina). I toponimi preslavi adottati e slavizzati dai Carantani, assieme alle attestazioni bavaresi di nomi slavi alpini, aiutano entrambi a far luce sulle caratteristiche della lingua slava alpina. Secondo i tratti protoslavi che avevano conservato, apparirebbero più legate alle tribù slave occidentali che a quelle meridionali.
Dall'VIII secolo in poi, lo slavo alpino andò incontro ad una serie di cambiamenti e innovazioni graduali caratteristici delle lingue slave meridionali. Attorno al XIII secolo, questi sviluppi fecero nascere la lingua slovena.
I manoscritti di Frisinga, che risalgono dal X secolo in avanti e che quasi sicuramente ebbero origine nella regione abitata dai Carantani, sono considerati i più antichi documenti di una qualsiasi lingua slava scritti nell'alfabeto latino. Sebbene conservi ancora molti tratti protoslavi, la lingua dei manoscritti di Frisinga mostra già certi sviluppi caratteristici dell'antico sloveno. Questi testi sono ritenuti essere stati scritti in una lingua di transizione tra lo slavo alpino e lo sloveno moderno.

## Tradizioni e organizzazione sociale
Non si sa molto dell'organizzazione sociale e politica dei Carantani. Nel modo più probabile erano organizzati in entità comunali note come župas. Uno ceto sociale distinto era quello dei kosezes (in latino Kasazes, in tedesco Edlinger, "persone nobili"), che erano presenti anche in altre parti delle terre slovene per tutto l'Altro Medioevo; si ritiene che derivasse dall'esercito privato del principe di Carantania. I documenti medievali riportano che il popolo eleggeva liberamente il proprio capo, ma non è ancora chiaro a quale categoria sociale si riferisse il termine latino populus nel medioevo.
Diverse tradizioni tipiche dei Carantani sopravvissero fino alla fine del Medioevo, in particolare l'insediamento dei duchi di Carinzia, che proseguì fino al 1414.

## Reggenti
- Valuk (circa 626)
- Pribislav
- Semika
- Stojmir
- Etgar
- Boruth (circa 740-750)
- Cacatius / Gorazd (morto nel 751)
- Hotimir / Cheitmar (fl. 752, morto nel 769)
- Domiziano di Carantania